# Asiagomphus perlaetus
Asiagomphus perlaetus – gatunek ważki z rodziny gadziogłówkowatych (Gomphidae). Występuje w Chinach (stwierdzony w prowincjach Fujian i Henan) oraz na Tajwanie.